# Stadel bei Niederglatt
Stadel [ˈʃtaːdəl] (im einheimischen Dialekt: [ˈʃtadəl]) ist eine politische Gemeinde im Bezirk Dielsdorf des Kantons Zürich in der Schweiz. Zur Unterscheidung von anderen Ortschaften desselben Namens wurde früher der Zusatz bei Niederglatt angefügt.
Zu Stadel gehören seit 1907 auch Windlach, Raat und Schüpfheim. Die Zivilgemeinde Windlach wurde per 1. Januar 2010 aufgelöst.

## Wappen
Blasonierung:
In Blau zwei silberne Lilien, überhöht von einem gestürzten, gebildeten silbernen Halbmond
Der silberne Halbmond wurde aus dem Wappen der ehemaligen Obervogtei Neuamt übernommen.

## Name
Stadel wird 1173 erstmals urkundlich erwähnt; ein älterer Beleg stadala aus dem Jahr 1044 kann nicht sicher zugeordnet werden. Der Name geht auf ahd. stadal, mhd. stadel ‹Stall, Scheune› (bzw. für den Beleg von 1044 auf dessen Pluralform) zurück.

## Geographie

Luftbild (1950) von Werner Friedli

Die Gemeinde Stadel liegt im Zürcher Unterland am Rande einer von Ausläufern der grossen Alpengletscher in der Eiszeit geschaffenen Ebene, die früher sumpfig war. Das Neeracher Ried ist ein Restbestand dieser Seenlandschaft. Von der Gemeindefläche dienen 56,5 % der Landwirtschaft, 30,5 % ist mit Wald bedeckt, 2,8 % ist Verkehrsfläche und 9,3 % Siedlungsgebiet, 0,5 % sind Gewässer und 0,4 % unproduktive Fläche (Stand 2018).

## Geologisches Tiefenlager für radioaktive Abfälle
Im September 2022 gab die Nagra bekannt, dass sie das Haberstal in Windlach als Endlager-Standort für Atommüll vorschlägt. Im Sommer 2023 wurde das Rahmenbewilligungsgesuch beim Bund eingereicht. Die drei hauptbetroffenen Gemeinden, Stadel, Weiach und Glattfelden, organisierten im Herbst 2022 und im Frühling 2023 Informationsveranstaltungen. Die drei Gemeindepräsidenten reisten nach Finnland und besichtigten dort das Tiefenlager Onkalo im Bau. In der Gemeinde Stadel entstand die Arbeitsgruppe «STADELaktiv», deren Slogan «Tiefenlager – aber bitte fair» lautet.

## Bevölkerung
| Jahr      | 1634 | 1670 | 1689 | 1763 | 1850 | 1900 | 1950 | 2000 | 2005 | 2010 | 2015 | 2020 | 2022 |
| --------- | ---- | ---- | ---- | ---- | ---- | ---- | ---- | ---- | ---- | ---- | ---- | ---- | ---- |
| Einwohner | 686  | 965  | 1128 | 742  | 1452 | 1088 | 1012 | 1722 | 1809 | 1979 | 2210 | 2335 | 2348 |

## Politik
Gemeindepräsident für die Amtsdauer 2022–2026 ist Dieter Schaltegger (SVP).
Bei der Nationalratswahl 2019 erreichten die Parteien folgende Wähleranteile: SVP 52,11 %, FDP 10,40 %, Grüne 10,19 %, glp 8,25 %, SP 6,60 %, CVP 3,73 %, EDU 3,43 %, EVP 2,15 %, BDP 1,83 % und andere (8) 1,32 %.
Die Wähleranteile bei der Nationalratswahl 2023: SVP 54,39 % (+2,28 %), SP 9,2 % (+2,60 %), FDP 8,1 % (−2,31 %), Grüne 7,46 % (−2,73 %), Die Mitte 7,16 % (+1,60 %), glp 6,36 % (−1,89 %), EDU 2,59 % (−0,84 %), EVP 2,45 % (+0,30 %), andere (12) 2,30 %.

## Schulen
Stadel ist ein lokales Zentrum, das die Oberstufenschule für die Nachbargemeinden Bachs, Neerach und Weiach beherbergt.

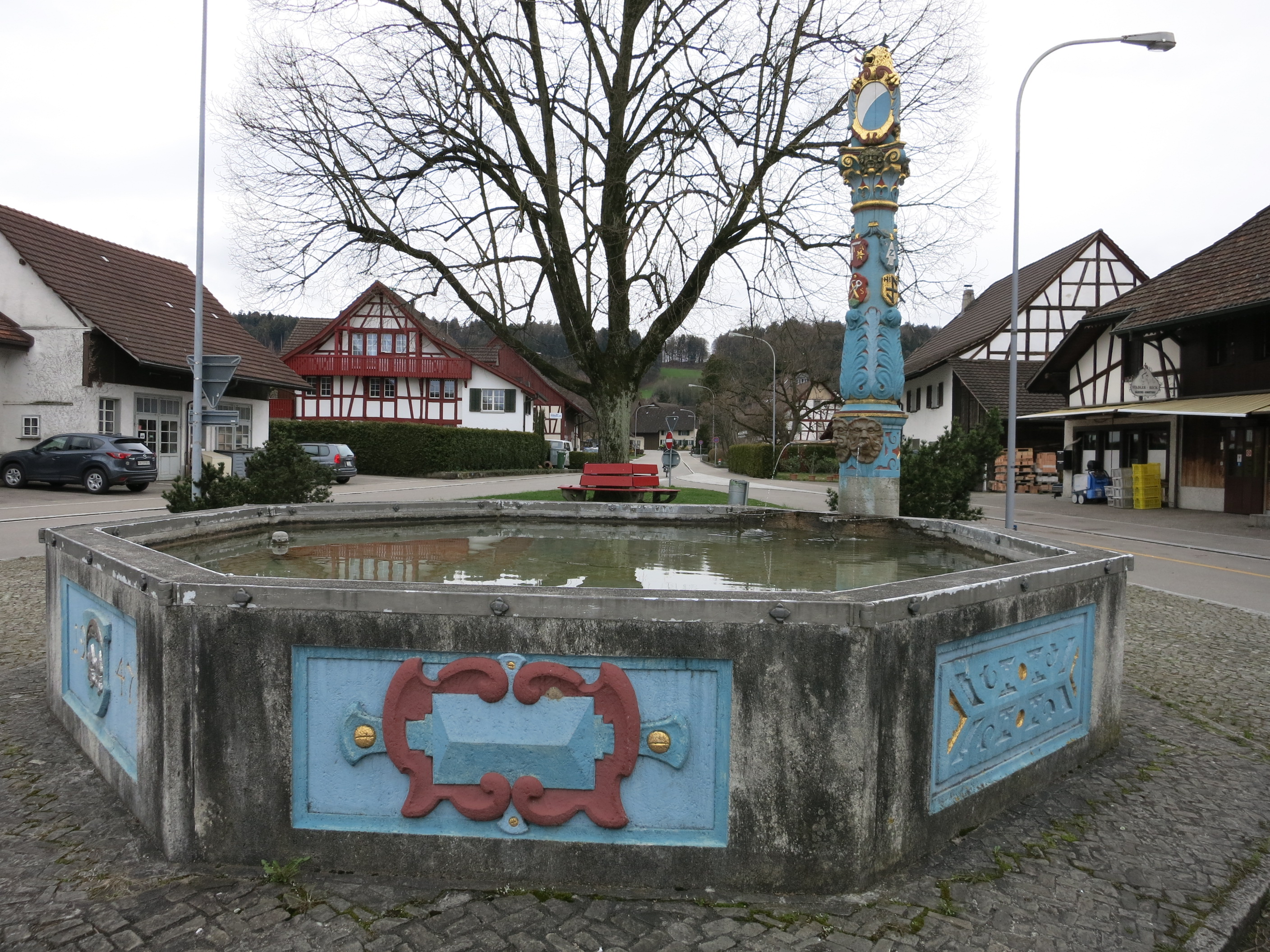
Leuenbrunnen

## Sehenswürdigkeiten
Der Leuenbrunnen ist ein achteckiger Spätrenaissancebrunnen aus dem Jahre 1636. Die reich verzierte Säule enthält Löwenmasken, Wappen und einen sitzenden schildhaltenden Löwen.

## Persönlichkeiten
- Heinrich Hauser (1851–1905), Landwirt und liberaler Politiker
- Karl Hafner (1878–1947), reformierter Geistlicher und Politiker
- Hugo von der Crone (1929–2008), Jurist und Generaldirektor der Schweizerischen Kreditanstalt

## Bilder

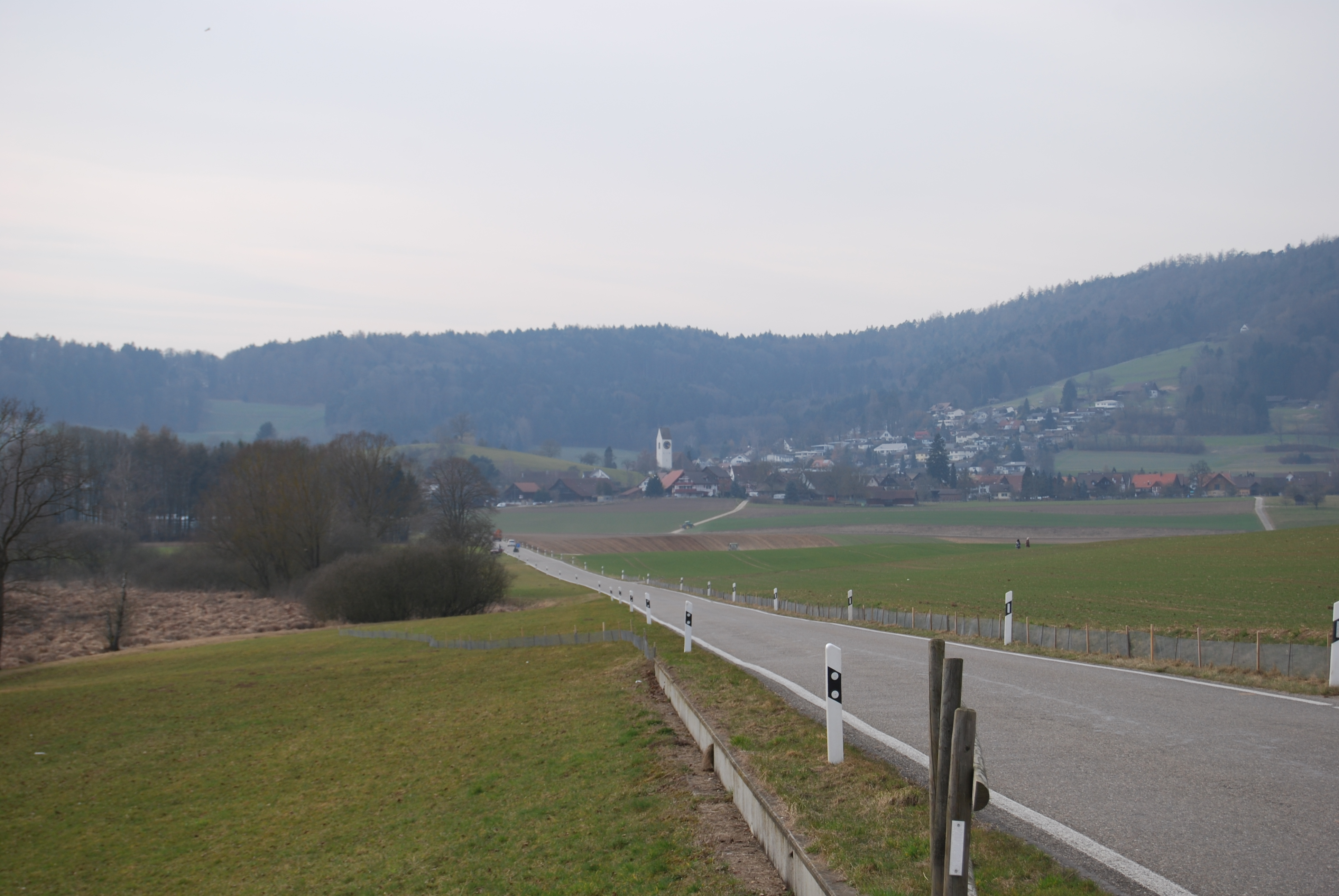
Ansicht von Stadel (vom Stadlersee aus gesehen)
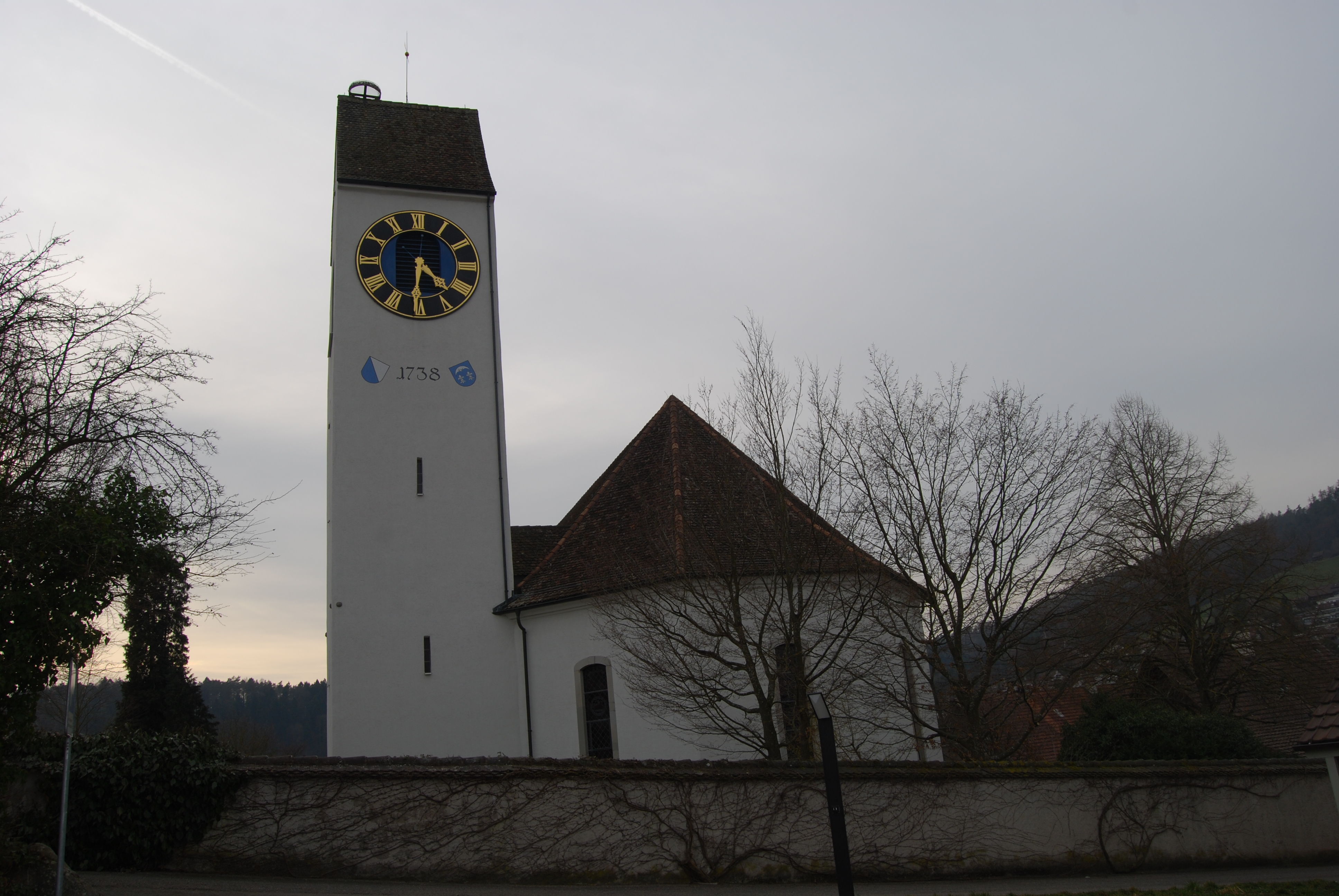
Kirche von Stadel
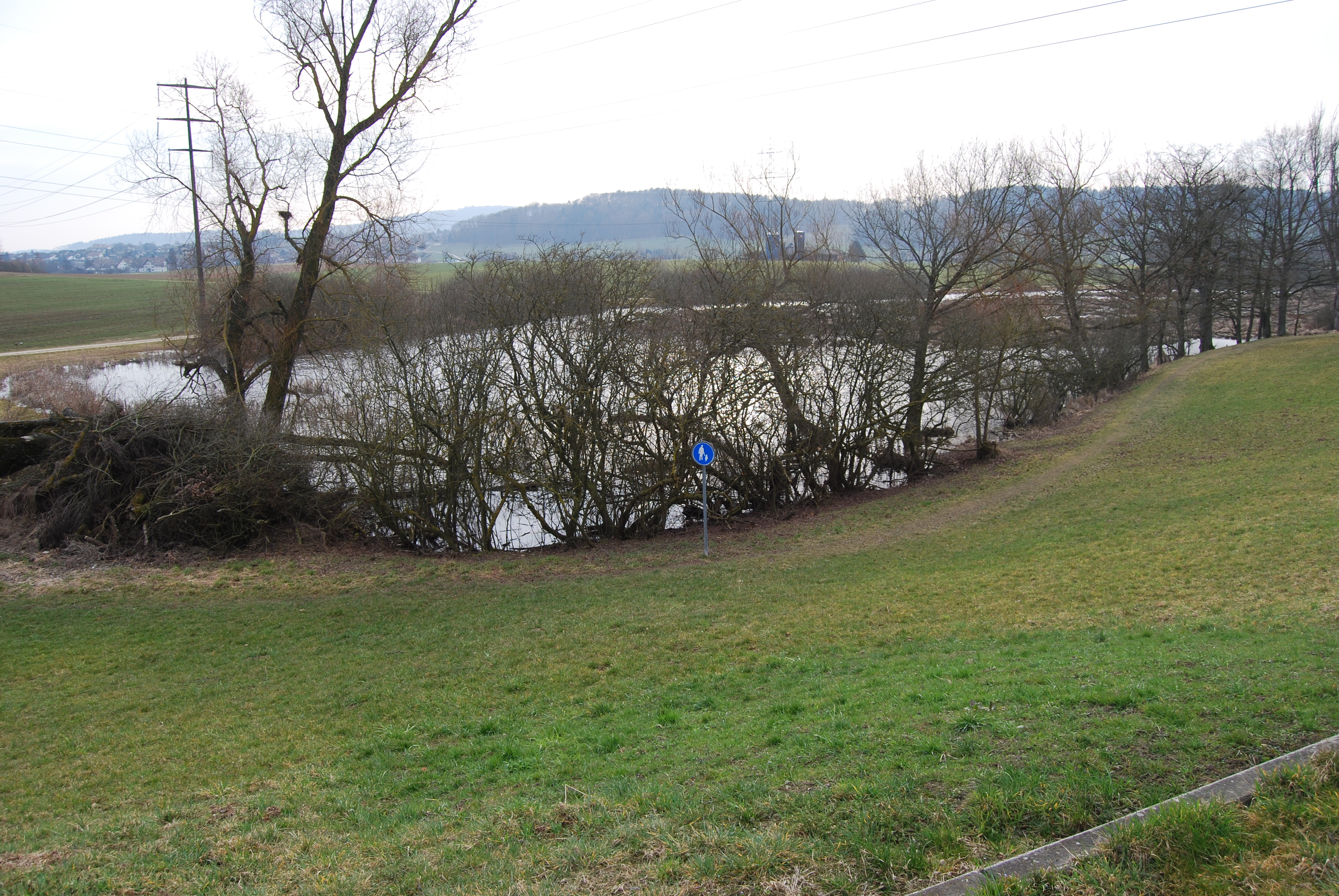
Stadlersee
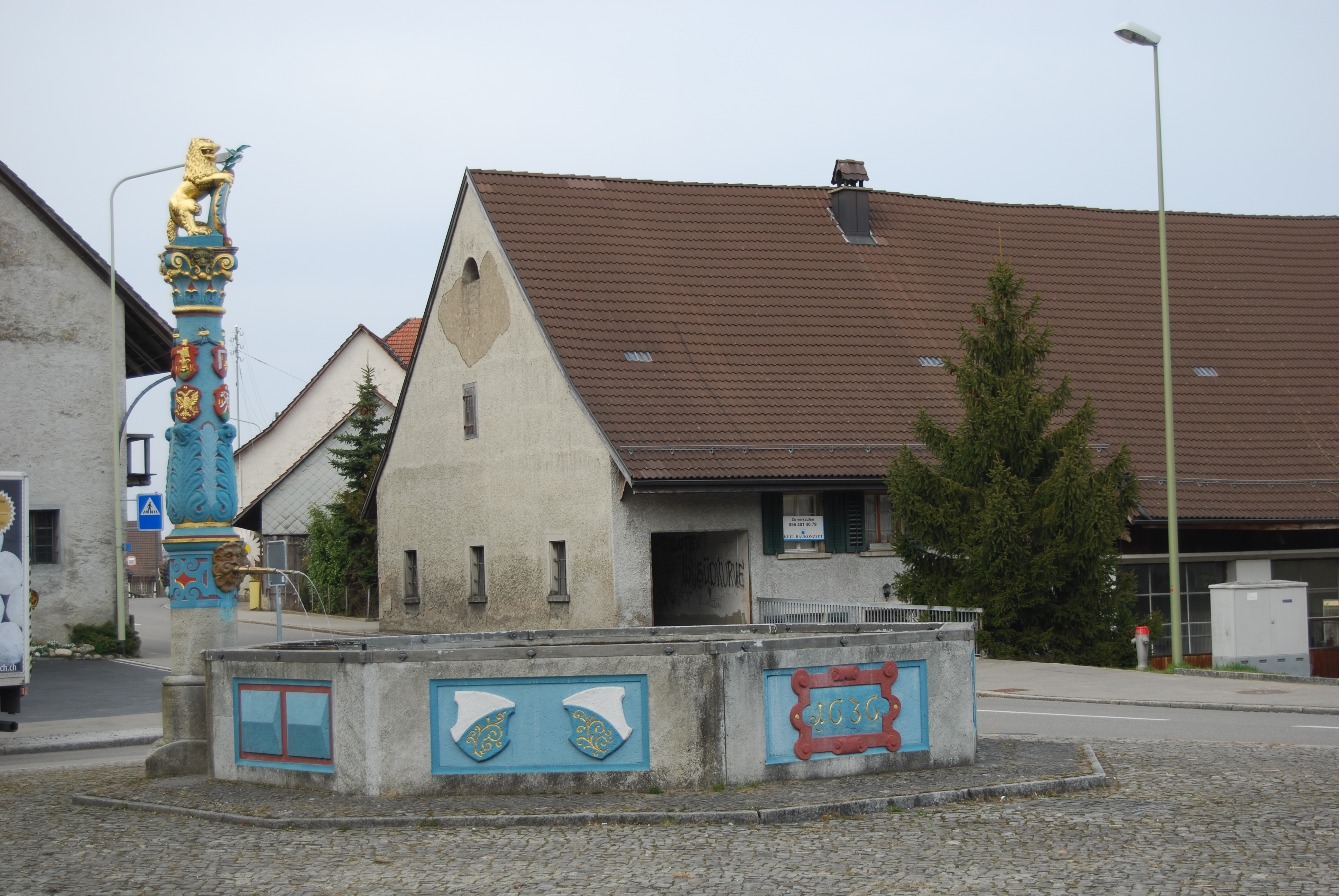
Dorfbrunnen
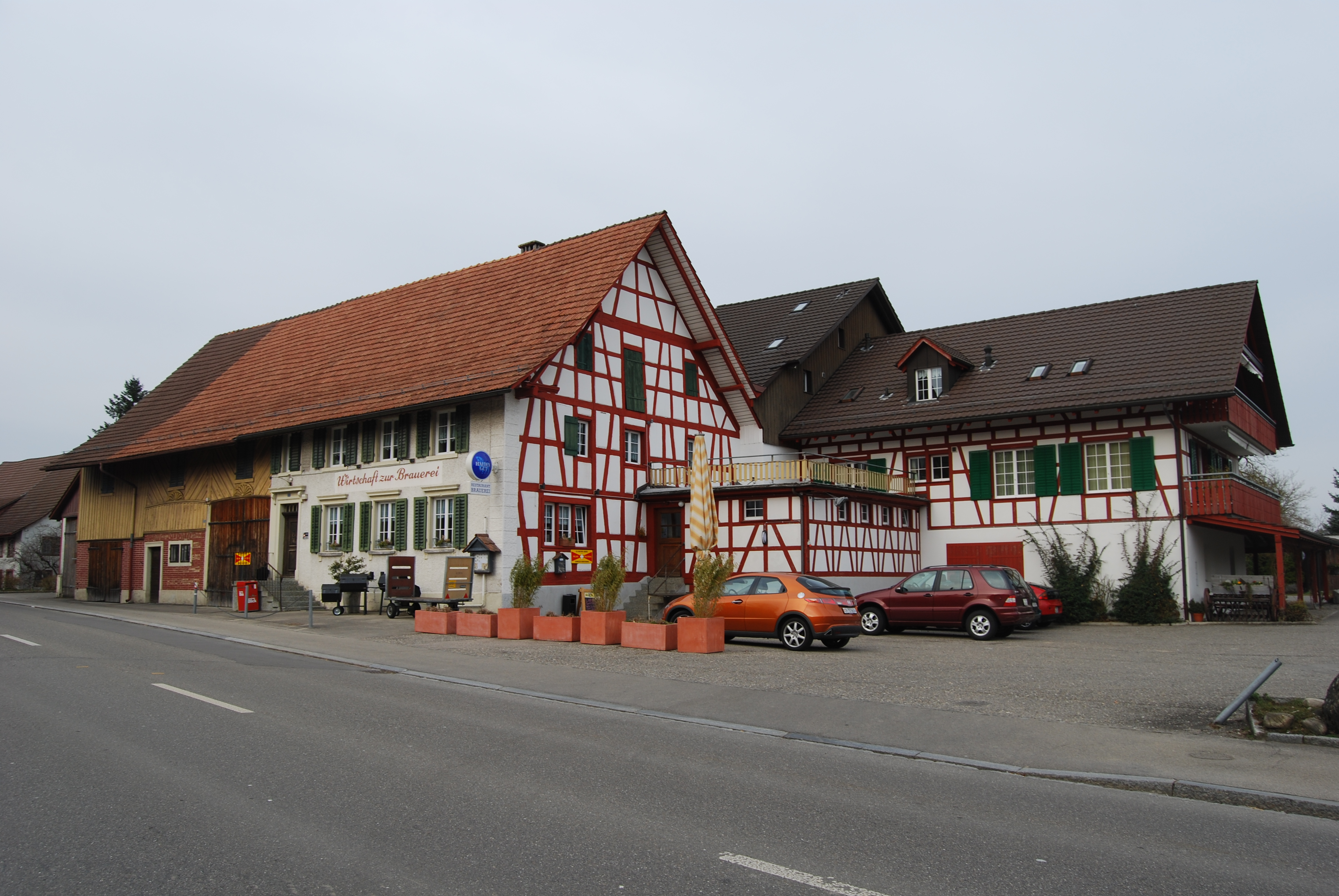
Restaurant «zur Brauerei»